# Klinker

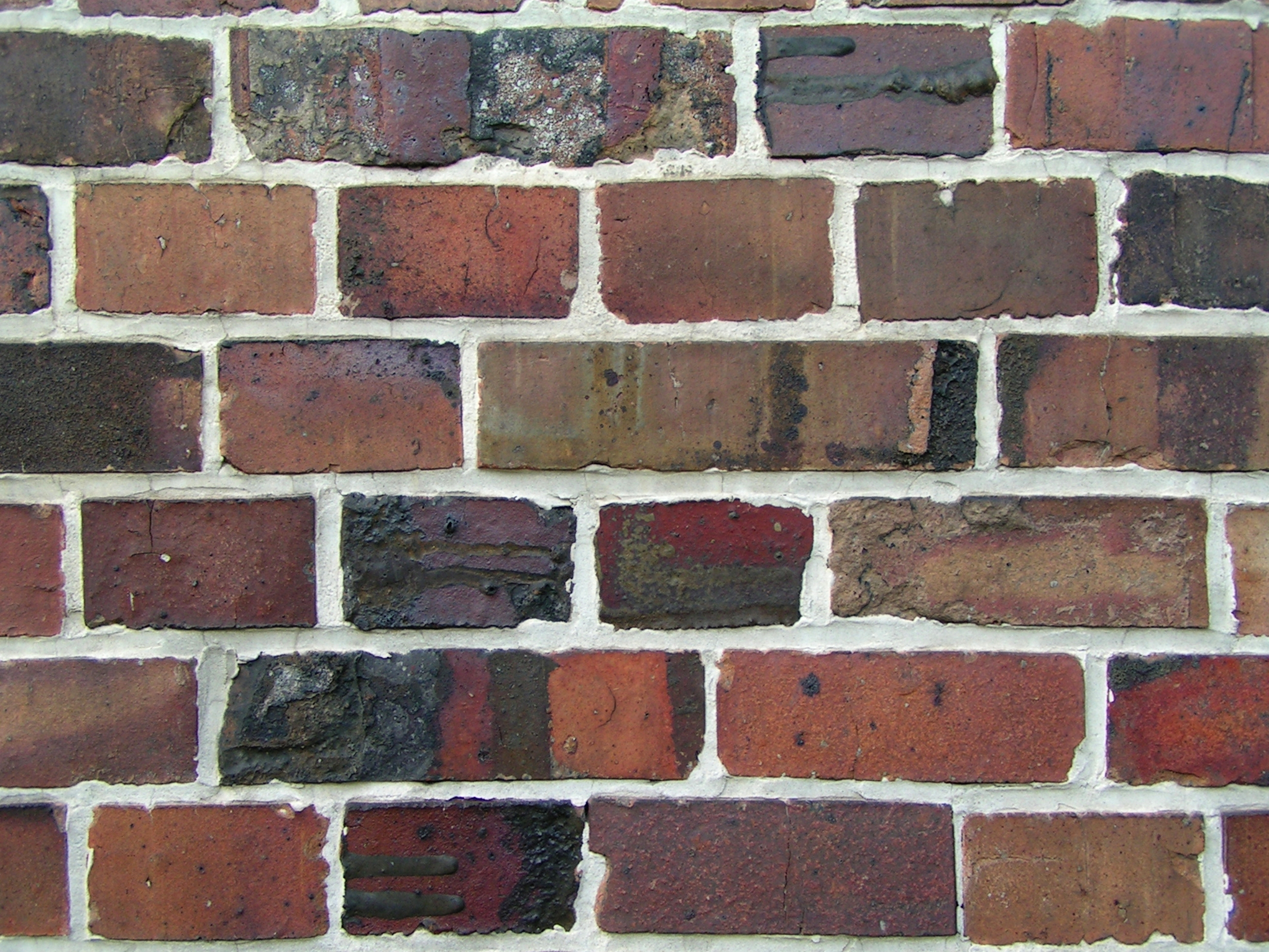
Klinker als Mauerwerk

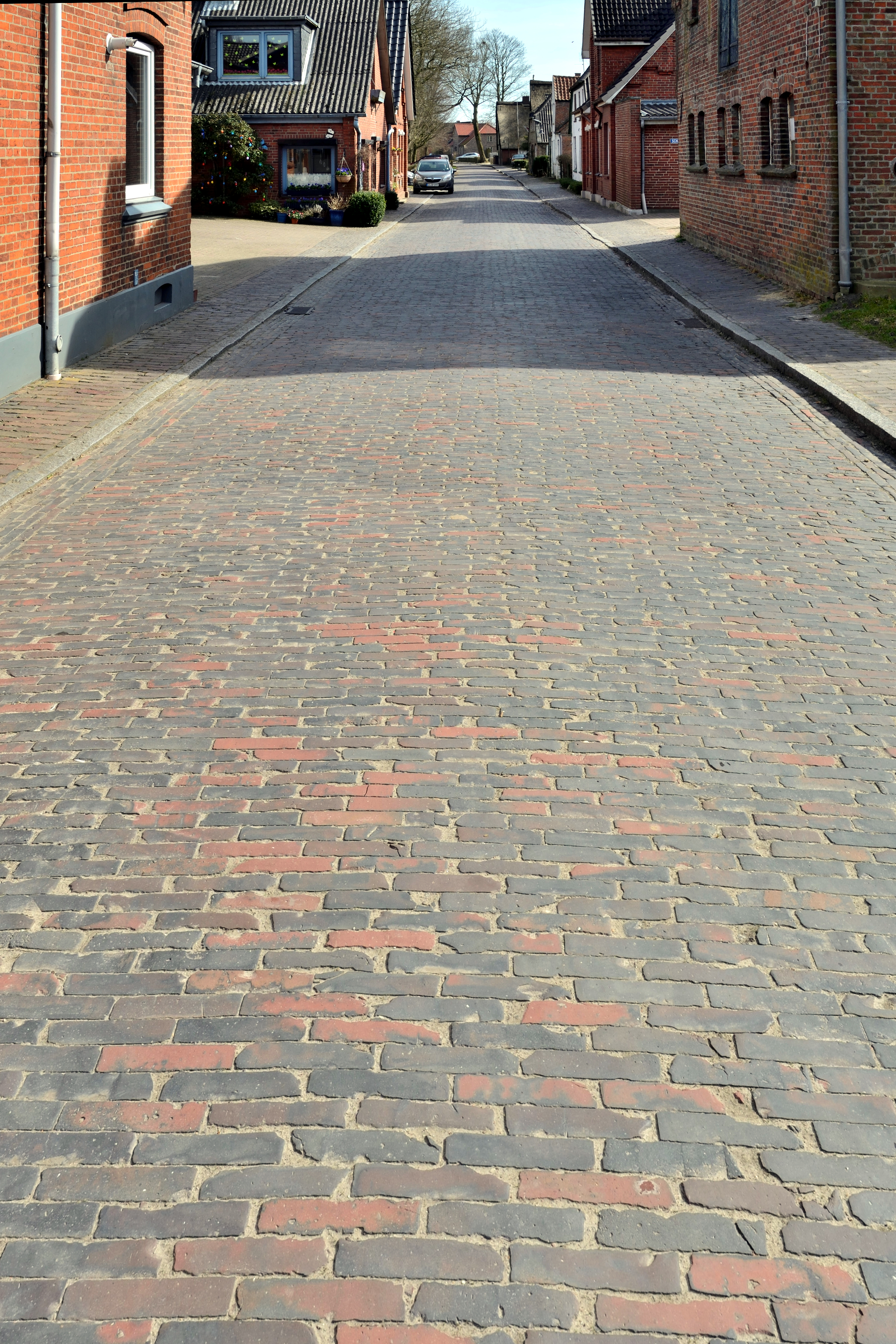
Klinker als denkmalgeschützter Straßenbelag in Borsfleth

Klinker sind Ziegelsteine, die bei ausreichend hohen Temperaturen so gebrannt werden, dass sich durch den beginnenden Sinterprozess die Poren des Brenngutes schließen. Klinker nehmen kaum Wasser auf und sind sehr widerstandsfähig. Der Name lässt sich etymologisch darauf zurückführen, dass beim Zusammenschlagen hartgebrannter Ziegelsteine ein hoher Klang entsteht. Früher wurden Klinker auch als Hartbrandziegel bezeichnet.
Neben den industriell gefertigten Strangpress-Klinkern werden auch noch traditionelle Wasserstrich-Klinker und Handform-Klinker hergestellt, die etwa bei der Restaurierung denkmalgeschützter Bauwerke eingesetzt werden. 
Klinker und Vormauerziegel werden zusammenfassend auch als Verblender bezeichnet. Verblender eignen sich, um Hintermauerziegel und andere Wandbaumaterialien vor einer übermäßigen Aufnahme von Wasser und daraus resultierenden Frostschäden zu schützen. Die Frostbeständigkeit von Verblendern wird durch Prüfung nachgewiesen. Nach DIN 105 Teil 3 werden Klinker darüber hinaus durch noch höhere Brenntemperaturen oberflächig gesintert, und die Wasseraufnahme soll etwa 7 Masse-% nicht überschreiten. Klinker müssen zudem eine bestimmte Scherbenrohdichte erreichen. 
Aufgrund der geringen Porosität und guten Frostbeständigkeit eignen sich Klinker auch zur Verwendung als Pflasterklinker im Wegebau, wie es in Norddeutschland und in den Niederlanden üblich ist, sowie zur Herstellung von Abwasserkanälen und Wasserbauwerken wie gemauerten Sielen.
Besonders Ende des 19. und Anfang des 20. Jahrhunderts wurden aufwendige Klinker-Fassaden mithilfe vielfältiger Formelemente gestaltet, z. B. beim Backsteinexpressionismus.
Auch Ingenieurbauwerke wie Brücken wurden früher aus Klinkern hergestellt. 

## Grundlagen

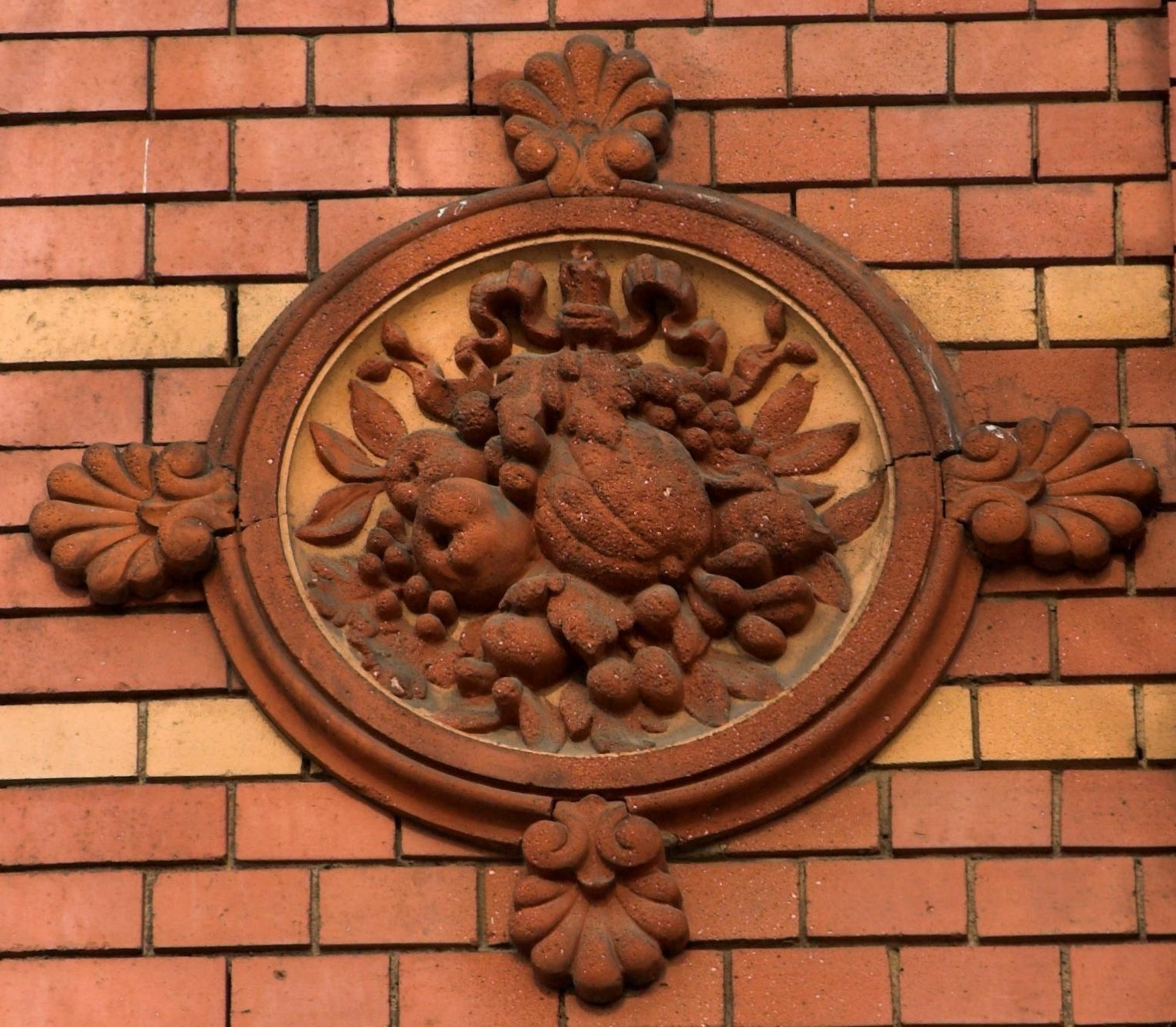
Klinker als Verblender mit einer Verzierung aus Terrakotta

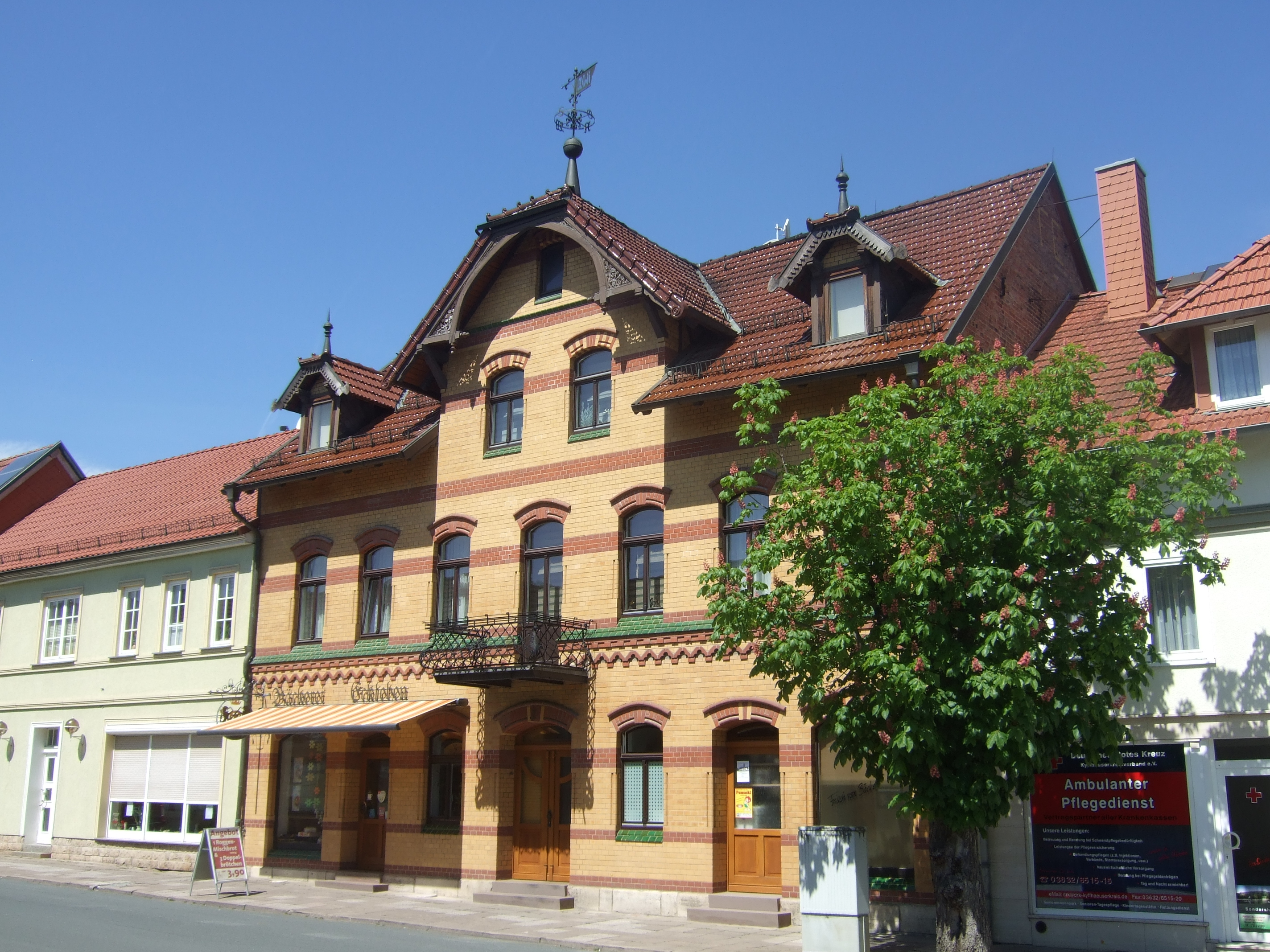
Klinkersteinfassade eines Gebäudes aus der Gründerzeit: Goethestraße 3 (Ebeleben)

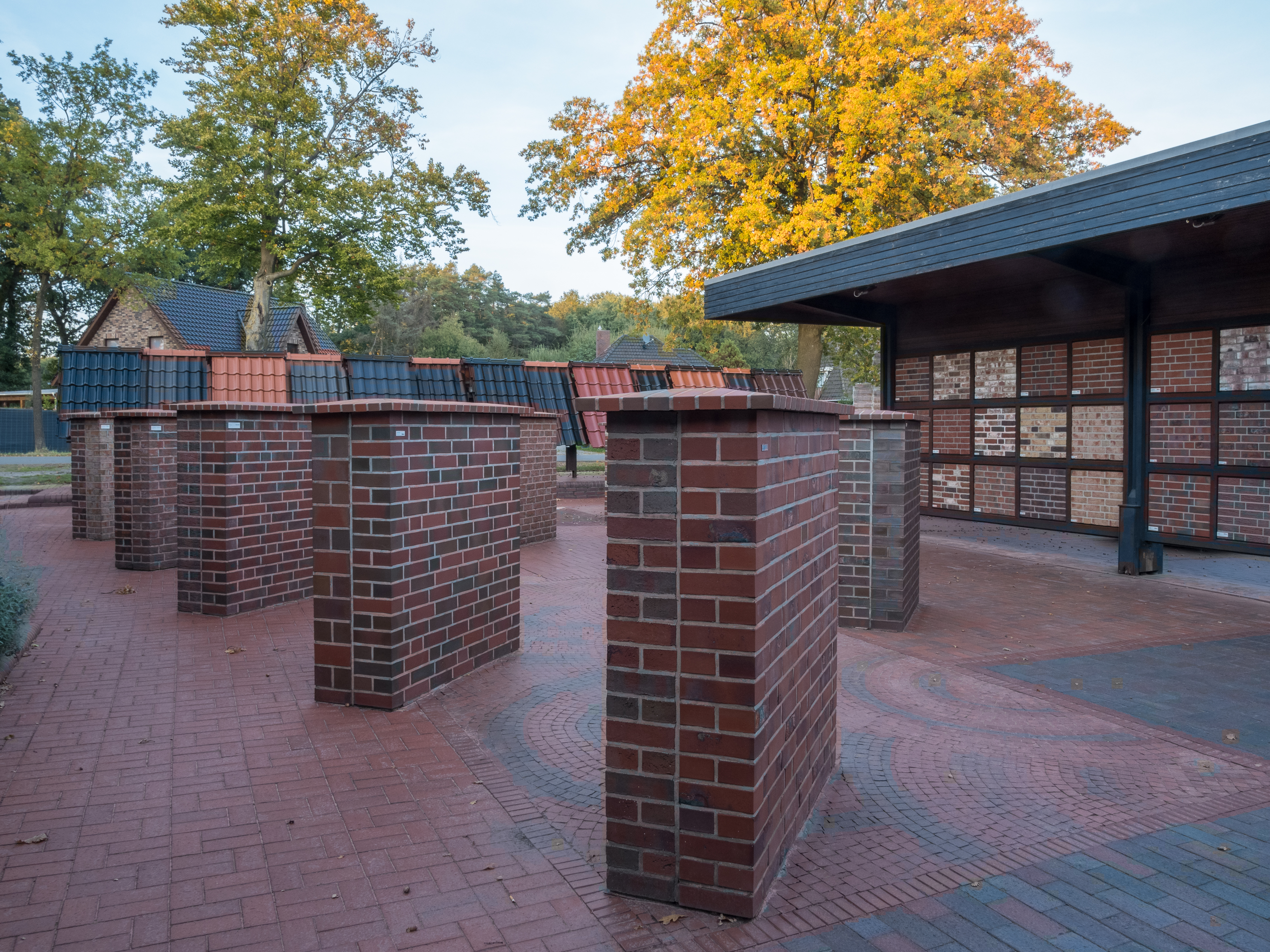
Muster-Ausstellung bei Röben in Querenstede

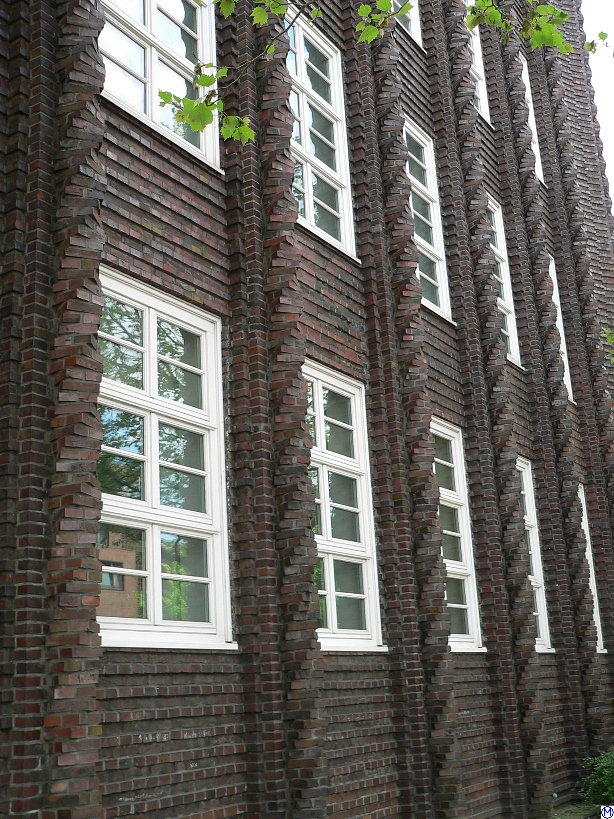
Beispiel für Backsteinexpressionismus: Cigarettenfabrik Reemtsma in Hamburg, Architekt: Fritz Höger

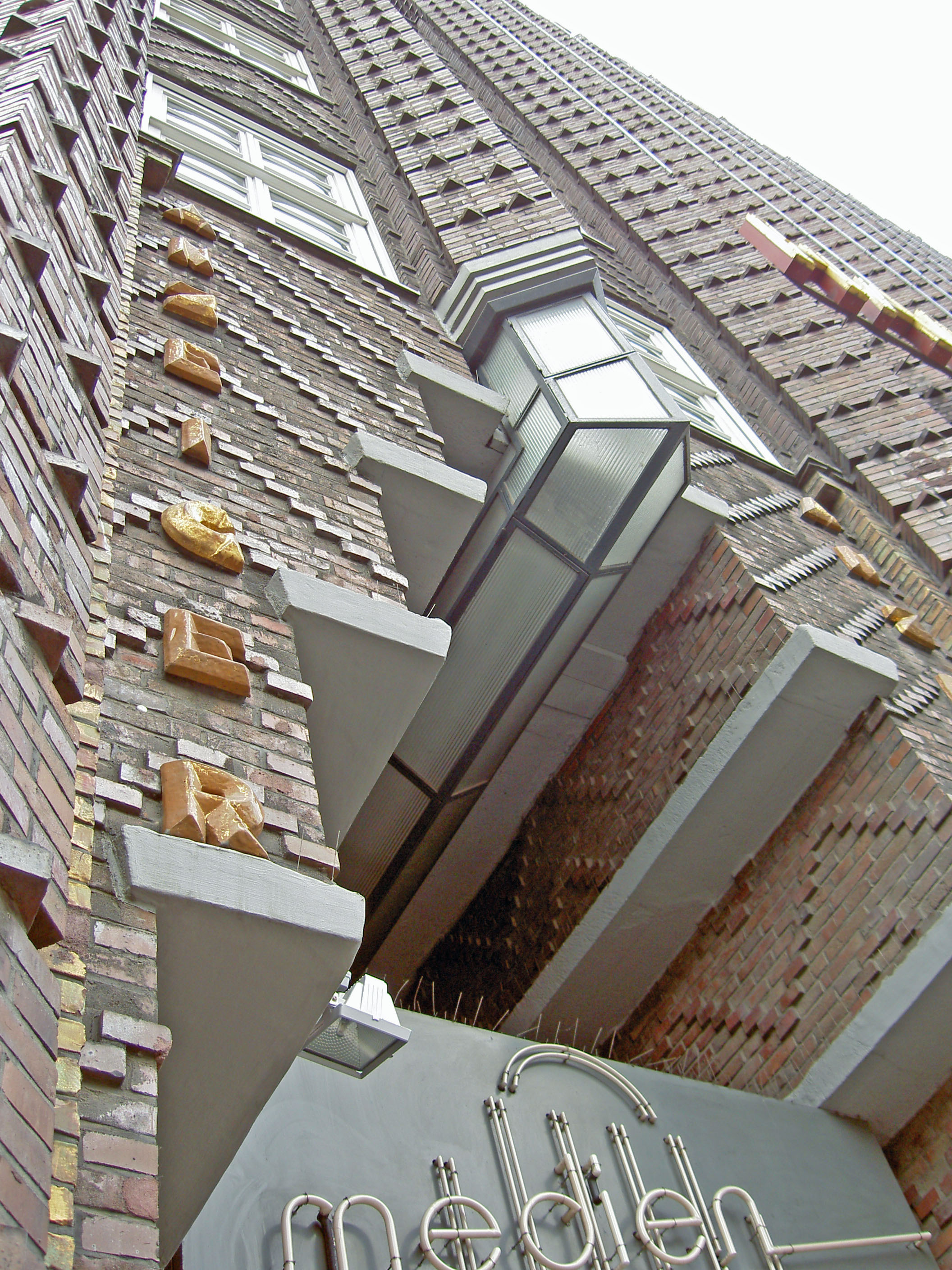
Backsteinexpressionismus beim Anzeiger-Hochhaus, Hannover, ebenfalls von Fritz Höger

Die Rohmasse zur Fertigung von Klinkern setzt sich aus Schamotten, Feldspäten und weiß- oder rotbrennenden Tonmineralen zusammen. Weitere Zuschläge erlauben vielfältige Farbnuancen.
Bei der Trocknung der Grünlinge reduziert sich der Wassergehalt auf etwa 3 %, bei „guten Klinkern“ soll er unter 2 % liegen. Danach werden Klinker bei 1100 bis 1300 °C im Tunnelofen (früher in Ringöfen) gebrannt, im Gegensatz zu 800 bis 1000 °C bei normalen Ziegeln.

## Richtlinien
Klinker sind in Deutschland nach DIN 105 genormt. Unterschieden werden Vollklinker (KMz) mit einer Dichte von 2,0 kg/dm³ bis 2,2 kg/dm³ und Hochlochklinker (KHLz) mit einer Dichte von 1,6 kg/dm³ bis 1,8 kg/dm³. Wegen des geringen Luftporenanteils weisen alle Klinker ein schlechtes Wärmedämmvermögen auf. 
Kanalklinker sind nach DIN 4051 „Kanalklinker“ genormt. Klinker sind frostbeständig und eignen sich daher besonders für Fassaden. Die Formate der Klinkersteine sind nach DIN 1053 „Mauerwerk“ genormt. Basis für die verschiedenen Formate ist das Normalformat (NF) mit Länge 240 mm, Breite 115 mm und Höhe 71 mm (andere Maße siehe Ziegelstein). 
Zur Fassadengestaltung lassen Architekten Ziegel mit Sondermaßen und Sonderformen herstellen.

## Varianten

### Torfbrandklinker
Eine besondere Färbung, vor allem Grüntöne, bekommt der Klinker, wenn er mit Torf gebrannt wird. Berühmte Bauwerke mit Torfbrandklinker sind das Chilehaus und das Broschek-Haus in Hamburg. Der letzte noch betriebene Ringofen für Torfbrandklinker steht in Nenndorf bei Aurich. Der Klinker wird unter dem Namen Torfbrand Architektur Ringofenklinker aus Nenndorf / Ostfriesland vermarktet.

### Greppiner Klinker
Als Greppiner Klinker wird ein hartgebrannter gelber Ziegelstein bezeichnet, der durch die – im Vergleich zum normalen Ziegelstein – deutlich höheren Temperaturen beim Brennen der Klinker eine geschlossene Oberfläche erhält. Derartige Klinker wurden Ende des 19. Jahrhunderts meist für die Verblendung von Bahnbauten, z. B. Hannover Hauptbahnhof, verwendet.

### Münsterländer Kohlebrand
Den Münsterländer Kohlebrand charakterisieren klassische Klinkertöne mit markanten Kohlebrandwülsten oder leichten, rußigen Schmauchfahnen auf der Brennhaut. Zur Herstellung werden regional abgebaute Tonerden aus dem Münsterland und Ruhrgebietskohle verwendet. Das Brennverfahren hat sich mit dem Beginn der Industrialisierung durchgesetzt. Der Münsterländer Kohlebrand prägt die Fassaden zahlreicher Industriebauten der Wende vom 19. zum 20. Jahrhundert. Ein Beispiel ist die Zeche Zollern in Dortmund. Die einstige fürstbischöfliche Residenz „Schloss Münster“ und das ehemalige Staatsarchiv Münster, jetzige Abteilung Westfalen des Landesarchivs Nordrhein-Westfalen, sind mit Klinkern des charakteristischen Kohlebrandes verblendet.

## Kunst und Architektur
Der Bildhauer Ernst Barlach ist bekannt für seine Arbeiten mit Klinkern, die nach seinem Entwurf hergestellt wurden.
Die Architekten Fritz Schumacher und Fritz Höger waren in der ersten Hälfte des 20. Jahrhunderts Förderer der neuzeitlichen Backstein-Bauweise in Norddeutschland.
In neuerer Zeit (Ende 20. / Anfang 21. Jh.) ist in Deutschland vor allem Arno Lederer bekannt für seine Bauten mit Klinkerfassaden.